# Аке, Марле
Марле́ Аке́ (фр. Marley Aké; родился 5 января 2001) — французский футболист, вингер клуба «Ювентус», выступающий на правах аренды за швейцарский клуб «Ивердон-Спорт».

## Клубная карьера
Выступал за молодёжные команды «Агатуа», «Монпелье» и «Безье». В июле 2018 году стал игроком футбольной академии «Олимпик Марсель». 29 июня 2019 года подписал свой первый профессиональный контракт с «Марселем». В основном составе дебютировал 29 сентября в матче французской Лиги 1 против «Ренна», выйдя на замену вместо Валеру Жермену. 30 октября впервые вышел в стартовом составе «олимпийцев» в матче Кубка французской лиги против «Монако».
28 января 2021 года Аке присоединился к «Ювентусу», за сумму в 8 миллионов евро, по контракту на четыре с половиной года. Отправился выступать в дубль команды. Он дебютировал за вторую команду 31 января 2021 года, выйдя на замену в матче против «Джиана Эрминио». 18 января 2022 года Аке дебютировал за основную команду в Кубке Италии против «Сампдории», выйдя на замену на 75-й минуте. 13 февраля 2022 года футболист дебютировал в Серии А, выйдя на замену на 86-й минуте в матче, против Аталанты.

## Карьера в сборной
11 октября 2019 года дебютировал в составе сборной Франции до 19 лет в матче против Бельгии.

## Личная жизнь
Отец Марле, Валер Аке, был полупрофессиональным футболистом, в подростковом возрасте приехавшим во Францию из Кот-д’Ивуара.